# Richard Müller (Journalist)
Richard Müller (* 1932; † 5. Juni 2013) war ein Schweizer Journalist, Redaktor, Publizist und Politiker (SP).
Müller war von 1970 bis 1996 Chefredaktor der sozialdemokratischen Berner Tagwacht. «Kein Journalist der 1970er- bis 1990er-Jahre wurde in den Medien und vor allem der Presseschau von Radio DRS auch nur annähernd so viel zitiert.» Von 1976 bis 1988 war er Mitglied des Verwaltungsrates der Schweizerischen Depeschenagentur.